# Glochidion reticulatum
Glochidion reticulatum är en emblikaväxtart som beskrevs av Adolph Daniel Edward Elmer. Glochidion reticulatum ingår i släktet Glochidion och familjen emblikaväxter. Inga underarter finns listade i Catalogue of Life.